# Joe Alwyn
Joseph Matthew Alwyn (Royal Tunbridge Wells, 21 de fevereiro de 1991) é um ator e compositor britânico. É filho da psicoterapeuta Elizabeth Alwyn, do documentarista Richard Alwyn. Fez a sua estreia como ator em 2015, quando foi escalado como protagonista do filme Billy Lynn's Long Halftime Walk.

## Biografia
Joseph Matthew Alwyn, mais conhecido como Joe Alwyn, nasceu no norte de Londres em 21 de fevereiro de 1991. Joe é o filho do meio da psicoterapeuta Elizabeth Alwyn e documentarista Richard Alwyn, e irmão de Thomas e Patrick Alwyn. 
Joe foi educado na City of London School, onde teve aulas de violão, integrou uma banda escolar chamada Anger Management e também jogou nos times de futebol e rúgbi. Embora fosse uma criança "introvertida", Alwyn sabia que queria ser ator. Ele fez teste para um pequeno papel em Simplesmente Amor (Love Actually), mas não foi selecionado. 
Tornou-se membro do National Youth Theatre quando adolescente, enquanto estudava literatura inglesa e teatro na Universidade de Bristol, atuou em duas produções estudantis no Festival Fringe de Edimburgo. Depois de se formar em 2012, ele completou sua formação acadêmica na Royal Central School of Speech & Drama. No terceiro ano, assinou com um agente que o viu em uma apresentação estudantil e que o ajudou a conseguir o papel principal em Billy Lynn's Long Halftime Walk (2016), seu filme de estreia.
Joe é neto de Jonathan Alwyn, um diretor e produtor reconhecido por seu trabalho na televisão britânica e bisneto do famoso compositor e Ordem do Império Britânico, chamado William Alwyn. Ele é sobrinho-neto de Bruce Kent, ativista britânico dedicado à paz e ao desarmamento nuclear, com quem teve uma relação muito próxima até sua morte.

## Carreira

### Atuação
Joe Alwyn começou a sua carreira como ator interpretando Will no documentário A Higher Education no ano de 2011, ele e mais quatro amigos falaram sobre as suas experiências, desafios, medos e interesses. Durante sua pós-graduação na Royal Central School of Speech & Drama atuou em peças de teatro como Angels in America.
No início de 2015, Alwyn foi escalado como protagonista no drama de guerra Billy Lynn’s Long Halftime Walk (dirigido por Ang Lee), uma adaptação do romance de Ben Fountain com o mesmo nome e que contou com um elenco de estrelas como Kristen Stewart, Vin Diesel, Garrett Hedlund e Steve Martin. O filme teve a sua estréia mundial no 54º Festival de Cinema de Nova York e teve altos custos de produção associados por ser o primeiro longa-metragem a usar uma taxa de quadros extra alta de 120 quadros por segundo, aprimorada ainda mais pelo formato 3D e pela resolução 4K HD. Nas críticas ao filme, o desempenho de Alwyn foi elogiado por seu naturalismo, e jornalistas descreveram o longa como uma estreia marcante.
Em 2018 apareceu em vários filmes lançados. Ele interpretou um papel coadjuvante como o nobre britânico Samuel Masham na comédia dramática de época The Favourite, dirigida pelo cineasta grego Yorgos Lanthimos. O filme recebeu 10 indicações ao Oscar na 91ª edição da premiação. Lauren McCarthy, da revista W, elogiou o humor físico de Alwyn e seu estilo de atuação cômico e despretensioso, em contraste com sua aparência de "galã com cara de bom moço". Ele também teve um papel coadjuvante no drama histórico Operation Finale, de Chris Weitz, e uma participação menor em Boy Erased, filme biográfico dirigido por Joel Edgerton e baseado no livro de memórias de 2016 do ativista LGBTQ+ norte-americano Garrard Conley. Em seguida, Alwyn interpretou o estadista inglês Robert Dudley no drama histórico Mary Queen of Scots. Ainda em 2018, ele recebeu o Trophée Chopard no Festival de Cannes, ao lado da atriz australiana Elizabeth Debicki.
Em 2019, ele apareceu no filme Harriet, biográfico de drama sobre a ativista Harriet Tubman, dirigido por Kasi Lemmons. Ele também participou da mini-série britânica A Christmas Carol (minissérie), baseada no livro de mesmo nome de Charles Dickens, e originalmente exibida pela FX nos Estados Unidos no início do mês de dezembro de 2019, e posteriormente exibida pela BBC One no Reino Unido na metade de dezembro de 2019.
Em 2022, Alwyn protagonizou a série dramática Conversations with Friends, uma adaptação da Hulu do romance homônimo de 2017, escrito pela autora irlandesa Sally Rooney. Ele contracenou com Margaret Qualley no thriller romântico Stars at Noon, dirigido pela cineasta francesa Claire Denis, e interpretou o tio da personagem-título em Catherine Called Birdy, uma comédia medieval dirigida por Lena Dunham e baseada no livro infantil de 1994 com o mesmo nome. Ambos os filmes receberam críticas geralmente positivas, sendo que Stars at Noon estreou no Festival de Cannes de 2022 e conquistou o Gran Prix.
Em 2024, Alwyn fez um papel coadjuvante no filme antológico Kinds of Kindness, além de entregar uma performance de destaque como Harry Lee Van Buren no épico The Brutalist, de Brady Corbet, sendo elogiado por seu retrato do filho mimado. Ele foi homenageado no Newport Beach Film Festival UK and Ireland Honours, em Londres, onde recebeu o Spotlight Recognition Award por esse papel.
Em 2025, ele fará sua estreia nos palcos com a peça The Lady from the Sea, em Londres, marcando sua estreia em uma produção teatral.

### Música
Alwyn colaborou na produção e composição de várias músicas dos álbuns Folklore, Evermore e Midnights sob o pseudônimo William Bowery, referência ao nome do seu bisavô, o compositor William Alwyn, enquanto o sobrenome foi inspirado no Bowery Hotel. Ele ganhou um Grammy pelo álbum Folklore. 
Em 2025, ao refletir sobre sua experiência como compositor durante o período de lockdown, o ator comentou que esse momento trouxe diversas surpresas inesperadas, sendo essa especialmente significativa para ele.

## Vida pessoal
Entre 2016 e 2023, Alwyn namorou a cantora e compositora Taylor Swift dos Estados Unidos.
O ator mantém sua vida pessoal reservada, descrevendo isso como uma “reação automática à cultura em que vivemos”. A revista GQ o chamou de “ator notoriamente discreto”.

### Ativismo
Desde o início da guerra de Gaza em 2023, Alwyn tem usado sua plataforma, especialmente no Instagram, para conscientizar sobre a causa palestina e apoiar instituições de caridade. Entre elas está o Disaster Emergency Committee (DEC), uma coalizão de organizações britânicas como a Cruz Vermelha Britânica, o IRC e a Save the Children, para a qual ele tem incentivado doações. Alwyn também assinou a carta do coletivo Artists4Ceasefire, dirigida ao então presidente dos EUA, Joe Biden, e usou o broche do grupo em diversos eventos públicos.
Em resposta à decisão da Suprema Corte de abril de 2025 sobre a definição de mulher na Lei da Igualdade e à orientação subsequente da EHRC, Alwyn foi um dos mais de 400 profissionais do cinema e da televisão a assinar uma carta aberta demonstrando "solidariedade com as comunidades trans, não binárias e intersexo" e condenando ambas as ações.

## Filmografia

### Filmes
| Ano  | Título                          | Personagem           | Notas        | Ref.   |
| ---- | ------------------------------- | -------------------- | ------------ | ------ |
| 2016 | Billy Lynn's Long Halftime Walk | Billy Lynn           |              | [ 5 ]  |
| 2017 | The Sense of an Ending          | Adrian Finn          |              | [ 31 ] |
| 2018 | Operation Finale                | Klaus Eichmann       |              | [ 32 ] |
| 2018 | The Favourite                   | Samuel Masham        |              | [ 2 ]  |
| 2018 | Boy Erased                      | Henry Wallace        |              | [ 1 ]  |
| 2018 | Mary Queen of Scots             | Robert Dudley        |              | [ 33 ] |
| 2019 | Harriet                         | Gideon Brodess       |              | [ 34 ] |
| 2020 | Miss Americana                  | Ele mesmo            | Documentário | [ 35 ] |
| 2021 | The Souvenir Part II            | Max                  |              | [ 36 ] |
| 2021 | The Last Letter from Your Lover | Laurence Stirling    |              | [ 37 ] |
| 2022 | Stars at Noon                   | Daniel DeHaven       |              | [ 38 ] |
| 2022 | Catherine Called Birdy          | George               |              | [ 39 ] |
| 2023 | A Very Short Film About Longing | Paul                 | Curta        | [ 40 ] |
| 2024 | Kinds of Kindness               | Homem 1/Jerry/Joseph |              | [ 41 ] |
| 2024 | The Brutalist                   | Harry Lee Van Buren  |              | [ 42 ] |
| 2025 | Hamnet                          | Bartholomew          |              | [ 43 ] |
| TBA  | Hamlet                          | Laertes              |              | [ 44 ] |
| TBA  | Panic Carefully                 |                      |              | [ 45 ] |

### Televisão
| Ano  | Título                     | Personagem   | Notas                         | Ref.   |
| ---- | -------------------------- | ------------ | ----------------------------- | ------ |
| 2019 | A Christmas Carol          | Bob Cratchit | Minissérie; três episódios    | [ 46 ] |
| 2022 | Conversations with Friends | Nick Conway  | Papel principal; 12 episódios | [ 47 ] |

### Teatro
| Ano  | Título                | Personagem | Local                   | Ref.   |
| ---- | --------------------- | ---------- | ----------------------- | ------ |
| 2025 | The Lady from the See | Heath      | Bridge Theatre, Londres | [ 18 ] |

## Discografia
| Ano  | Álbum     | Canção               | Creditado                  | Ref.   |
| ---- | --------- | -------------------- | -------------------------- | ------ |
| 2020 | Folklore  | "Exile"              | Co-compositor              | [ 48 ] |
| 2020 | Folklore  | "My Tears Ricochet"  | Co-produtor                | [ 48 ] |
| 2020 | Folklore  | "August"             | Co-produtor                | [ 48 ] |
| 2020 | Folklore  | "This is Me Trying"  | Co-produtor                | [ 48 ] |
| 2020 | Folklore  | "Illicit Affairs"    | Co-produtor                | [ 48 ] |
| 2020 | Folklore  | "Betty"              | Co-compositor; co-produtor | [ 48 ] |
| 2020 | Evermore  | "Champagne Problems" | Co-compositor              | [ 49 ] |
| 2020 | Evermore  | "Coney Island"       | Co-compositor              | [ 49 ] |
| 2020 | Evermore  | "Evermore"           | Co-compositor              | [ 49 ] |
| 2022 | Midnights | "Sweet Nothing"      | Co-compositor              | [ 50 ] |

## Prêmios e indicações
| Ano  | Premiação                                          | Categoria                   | Trabalho indicado | Resultado         | Ref.   |
| ---- | -------------------------------------------------- | --------------------------- | ----------------- | ----------------- | ------ |
| 2025 | Newport Beach Film Festival UK and Ireland Honours | Spotlight Recognition Award | The Brutalist     | Venceu            | [ 51 ] |
| 2019 | Austin Film Critics Association                    | Melhor Conjunto             | The Favourite     | Indicado          | [ 52 ] |
| 2021 | BMI London Awards                                  | Canções Mais Tocadas do Ano | "Betty"           | Venceu            | [ 53 ] |
| 2022 | BMI London Awards                                  | Canções Mais Tocadas do Ano | "Exile"           | Venceu            | [ 54 ] |
| 2024 | BMI London Awards                                  | Canções Mais Tocadas do Ano | "Sweet Nothing"   | Venceu            |        |
| 2018 | Boston Society of Film Critics                     | Melhor Elenco               | The Favourite     | Venceu (2° lugar) | [ 55 ] |
| 2018 | Cannes Film Festival                               | Trophée Chopard - Revelação | Ele mesmo         | Venceu            | [ 56 ] |
| 2019 | Critics' Choice Movie Awards                       | Melhor Conjunto de Atuação  | The Favourite     | Venceu            | [ 57 ] |
| 2018 | Detroit Film Critics Society                       | Melhor Conjunto             | The Favourite     | Indicado          | [ 58 ] |
| 2018 | Florida Film Critics Circle Awards                 | Melhor Conjunto             | The Favourite     | Venceu            | [ 59 ] |
| 2019 | Georgia Film Critics Association                   | Melhor Conjunto             | The Favourite     | Venceu            | [ 60 ] |
| 2021 | Grammy Awards                                      | Álbum do Ano                | Folklore          | Venceu            | [ 61 ] |
| 2022 | Grammy Awards                                      | Álbum do Ano                | Evermore          | Indicado          | [ 62 ] |
| 2019 | International Cinephile Society                    | Melhor Conjunto             | The Favourite     | Indicado          | [ 63 ] |
| 2018 | New York Film Critics Online                       | Melhor Elenco               | The Favourite     | Venceu            | [ 64 ] |
| 2018 | San Diego Film Critics Society Awards              | Melhor Conjunto             | Boy Erased        | Indicado          | [ 65 ] |
| 2018 | San Diego Film Critics Society Awards              | Melhor Conjunto             | The Favourite     | Venceu (2° lugar) | [ 65 ] |
| 2019 | Satellite Awards                                   | Melhor Conjunto – filme     | The Favourite     | Venceu            | [ 66 ] |
| 2018 | Seattle Film Critics Society                       | Melhor Elenco               | The Favourite     | Indicado          | [ 67 ] |
| 2018 | Washington D.C. Area Film Critics Association      | Melhor Conjunto de Atuação  | The Favourite     | Venceu            | [ 68 ] |
| 2018 | Women Film Critics Circle                          | Melhor Conjunto             | The Favourite     | Indicado          | [ 69 ] |